# Gać (Powiat Przeworski)
Gać ist ein Dorf im Powiat Przeworski der Woiwodschaft Karpatenvorland in Polen. Es ist Sitz der gleichnamigen Landgemeinde mit etwa 4600 Einwohnern.

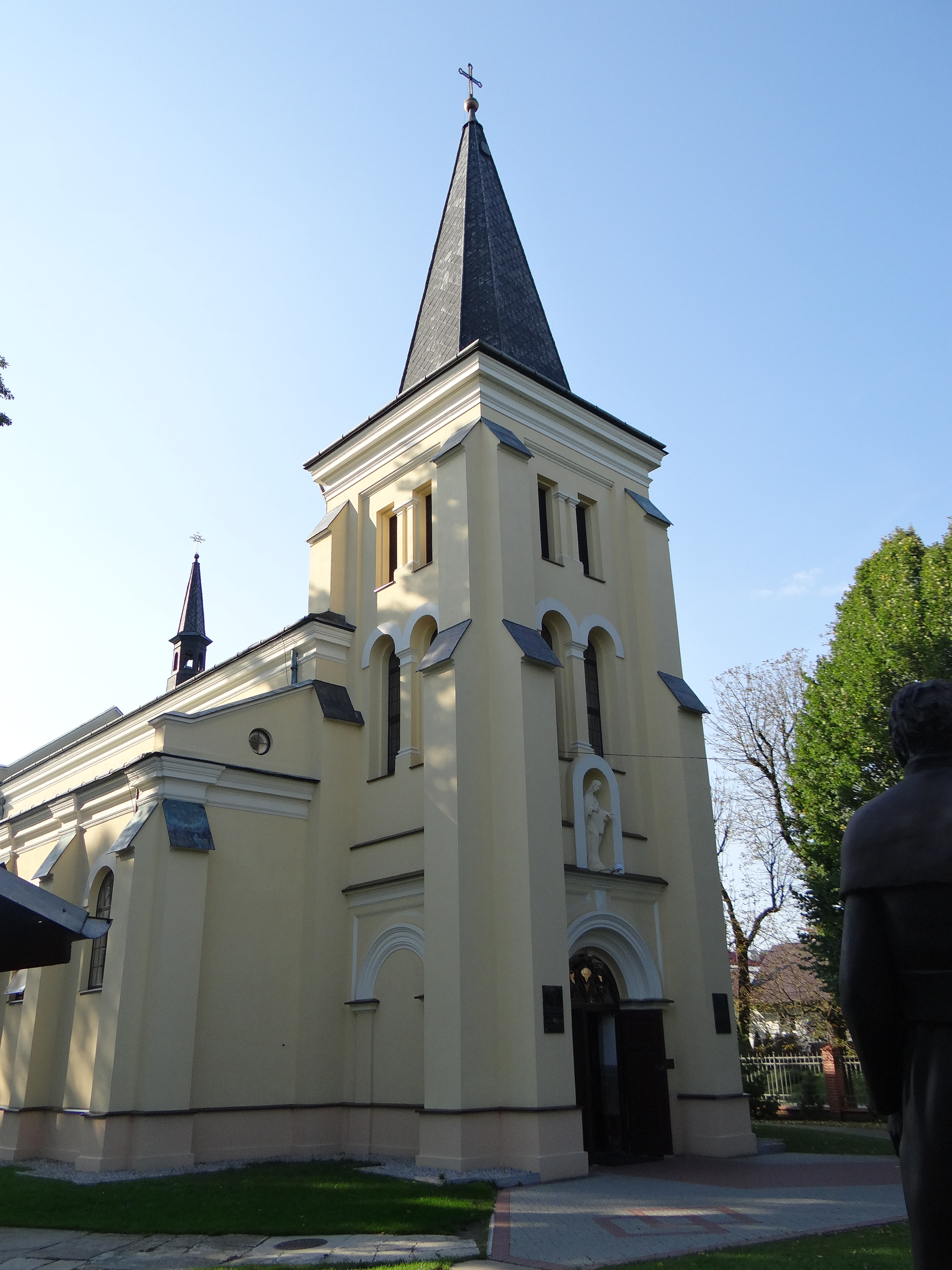
Ortskirche

## Geographie
Die Dörfer Gać, Markowa, Białoboki, Ostrów, Mikulice und Wolica liegen im Tal der Markówka im äußersten Südosten des Landes.

## Geschichte
Der Ort wurde im Jahr 1375 als Haurilowagacz erstmals urkundlich erwähnt. Später folgten die Erwähnungen Gabryielowagacz (1424), Gacz (1450, 1589) und Gać (1601). Der ursprüngliche Name Hawryłowa/Gabrielowa Gać stammte aus dem Personennamen Hawriło (ukrainisch) beziehungsweise Gabriel (polnisch) und gać ist eine Form von Deich. Die erste Erwähnung in einem Dokument von Otto von Pilcza neben Dörfern der walddeutschen Sprachinsel um Łańcut, sowie der Eintrag im Geographischen Lexikon des Königreiches Polen über Gać (…) früher Gacz niemiecki [deutsch] – [auf deutsch] wahrscheinlich Gatsch, führte einige deutsche Forscher vor und im Zweiten Weltkrieg zur Schlussfolgerung, dass Gać auch von deutschen Siedlern gegründet wurde (zum Beispiel nach Kurt Lück, weil das Waldhufendorf 1450 eine große Zahl von Hufen hatte), jedoch die polnischen Forscher sind damit nicht einig und zweifeln, dass er irgendwann von einem größeren Anteil von Deutschen bewohnt war.
Das Dorf gehörte zunächst zum Königreich Polen, Woiwodschaft Ruthenien, Przemyśler Land. Bei der Ersten Teilung Polens kam Gać 1772 zum neuen Königreich Galizien und Lodomerien des habsburgischen Kaiserreichs (ab 1804). Nach der Aufhebung der Patrimonialherrschaft mit Leibeigenschaft bildete es eine Gemeinde im Bezirk und Gerichtsbezirk Przeworsk.
1918, nach dem Ende des Ersten Weltkriegs und dem Zusammenbruch der k.u.k. Monarchie, kam der Ort zu Polen. Unterbrochen wurde dies nur durch die Besetzung Polens durch die Wehrmacht im Zweiten Weltkrieg.
Von 1975 bis 1998 gehörte Gać zur Woiwodschaft Rzeszów.

## Gemeinde
Zur Landgemeinde (gmina wiejska) Gać gehören sechs Ortschaften mit einem Schulzenamt.